# Sint-Pauluskerk (Düsseldorf)
De Sint-Pauluskerk (Duits: Pauluskirche) is een rooms-katholieke kerk in Düsseltal, een stadsdeel van de Duitse stad Düsseldorf. Het kerkgebouw werd in neoromaanse stijl gebouwd en na de verwoestingen van de Tweede Wereldoorlog in gewijzigde vorm herbouwd. Op werkdagen worden de heilige missen gevierd in een zijkapel die gewijd is aan de Moeder Gods.

## Geschiedenis
De Pauluskerk werd in de jaren 1910-1913 door de Düsseldorfse architect Josef Kleesattel gebouwd. Het kerkgebouw is vijfschepig en heeft een façade met tweelingtorens. 
De kerk werd in de Tweede Wereldoorlog grotendeels verwoest. Na de oorlog werden de beide, grotendeels nog intacte torens met de voorgevel hersteld. Het kerkschip werd daarentegen met behoud van nog staande restbebouwing door de architect Hans Schwippert aanzienlijk anders en veel eenvoudiger opnieuw opgetrokken.  

## Bezienswaardigheden
Bijzonder bezienswaardig zijn het doopvont uit 1956, een Madonnabeeld uit omstreeks 1300 en een Man van Smarten uit de 14e eeuw. De goudsmid Fritz Schwerdt maakte voor de kerk een rood geëmailleerde tabernakel, zes grote altaarkandelaren voor het hoogaltaar, een rood geëmailleerde paaskandelaar, een kruis met bergkristallen en een ivoren corpus, twee zevenarmige kandelaren voor de crypte alsmede een klein geëmailleerd processiekruis en een klein tabernakel voor de heilige oliën voor de Mariakapel.

## Orgel
Het orgel van de kerk werd in 1954 door de orgelbouwer Johannes Klais uit Bonn gebouwd en in het jaar 2008 door de orgelbouwfirma Weimbs gereorganiseerd. Het instrument bezit zestig registers verdeeld over vier manualen en pedaal. De tracturen zijn elektrisch. 

## Patrocinium
De kerk is gewijd aan de apostel Paulus. Het patronaatsfeest viert de kerkgemeente op 25 januari, het feest van Paulus' bekering. 